# David Reed
Brandon David Reed (Dubuque, 22 marzo 1987) è un ex giocatore di football americano statunitense che ha giocato nel ruolo di wide receiver nella National Football League (NFL). Fu scelto nel corso del quinto giro (156º assoluto) del Draft NFL 2010 dai Baltimore Ravens. Al college ha giocato a football all’Università dello Utah.

## Carriera professionistica

### Baltimore Ravens
Reed fu scelto dai Baltimore Ravens nel corso del quinto giro del draft 2010. Il 13 dicembre 2010, contro gli Houston Texans, Reed segnò il suo primo touchdown sul ritorno di un kickoff da 103 yard, un nuovo record di franchigia per i Ravens. Le sue 233 yard totali guadagnate su ritorni furono il secondo primato della storia della franchigia. Per questa prestazione fu nominato miglior giocatore degli special team della AFC della settimana.
Nel 2011, Reed fu sospeso senza stipendio per la gara di debutto stagionale contro i Pittsburgh Steelers per aver violato la politica sulle sostanze proibite dalla NFL. La sospensione fu causata da un incidente che aveva coinvolto Reed nel 2010 quando la polizia aveva trovato marijuana nella sua residenza.
Nella stagione 2012 Reed ricevette i primi passaggi in carriera, accumulandone 5 per 66 yard. Quell'anno, i Ravens avanzarono fino al Super Bowl XLVII vinto contro i San Francisco 49ers.

### Indianapolis Colts
Il 21 agosto 2013, i Baltimore Ravens scambiarono Reed con gli Indianapolis Colts per il running back Delone Carter. Il 26 novembre 2013, Reed fu tagliato dai Colts.

### San Francisco 49ers
Il 14 gennaio 2014, Reed firmò con i San Francisco 49ers. Fu svincolato prima dell'inizio della stagione regolare.

## Palmarès
- Super Bowl : 1

Baltimore Ravens: Super Bowl XLVII
- American Football Conference Championship: 1

Baltimore Ravens: 2012

## Statistiche
| Partite totali         | 36 |
| Partite da titolare    | 0  |
| Ricezioni              | 6  |
| Yard su ricezione      | 68 |
| Touchdown su ricezione | 0  |

Statistiche aggiornate alla stagione 2016